# Joseph V. McKee
Joseph Vincent McKee, Sr. (* 8. August 1889 in der Bronx, New York; † 28. Januar 1956 in New York City) war ein US-amerikanischer Politiker und für kurze Zeit amtierender Bürgermeister von New York City.

## Leben und politische Karriere

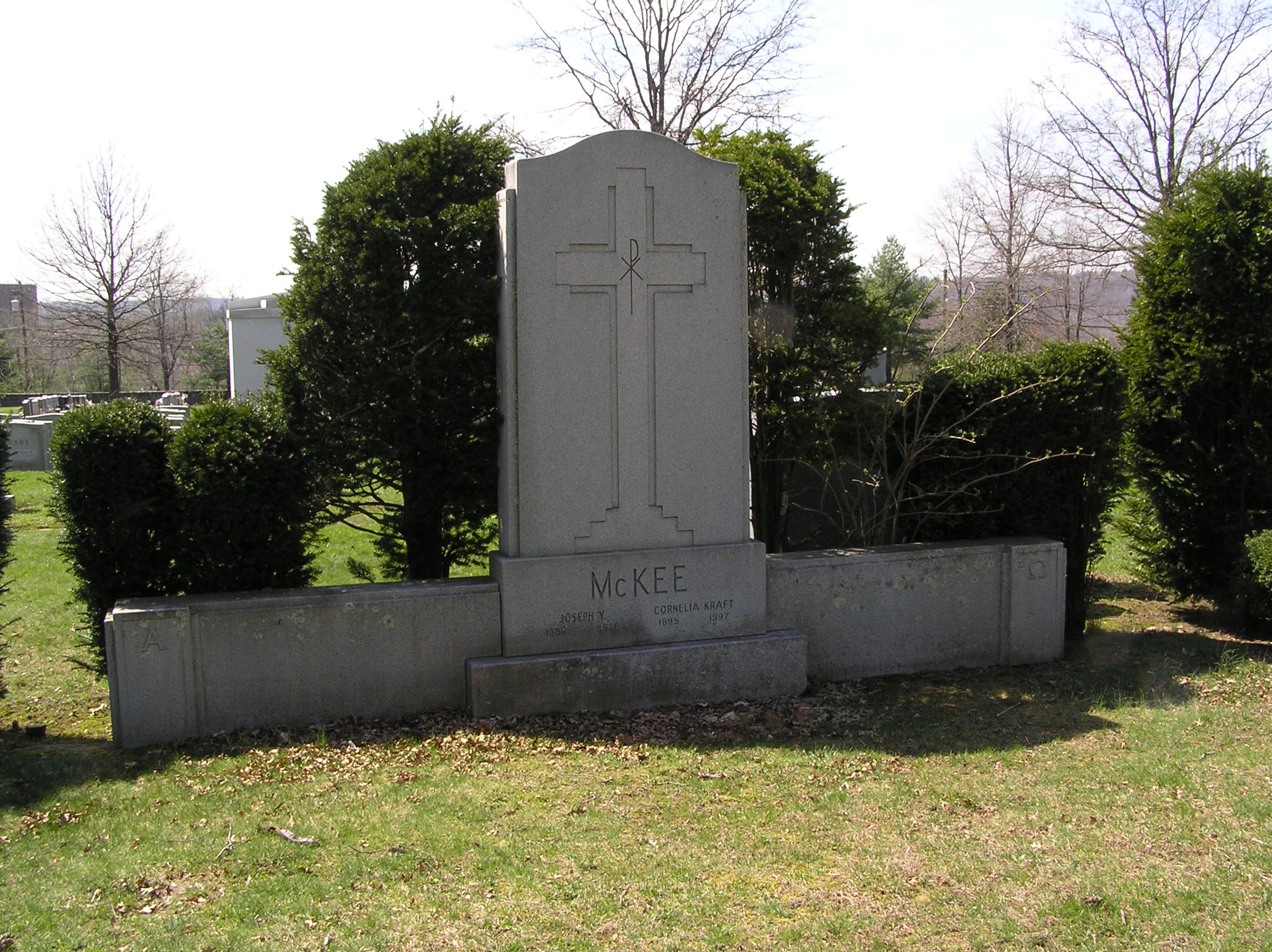
Das Grab von Joseph V. McKee auf dem Gate of Heaven Cemetery

Am 27. November 1918 heiratete McKee Cornelia Kraft. Zwischen 1918 und 1923 war er Abgeordneter für den 7. Wahlbezirk für das Bronx County der New York State Assembly. Von 1924 an bis 1926 war McKee Richter am städtischen Gericht. Dann wurde er unter Bürgermeister Jimmy Walker Vorsitzender des New York City Board of Aldermen.
Nach dem Rücktritt von Bürgermeister Walker wurde McKee am 1. September 1932 zum amtierenden Bürgermeister der Stadt ernannt. Walker war wegen eines Skandals zurückgetreten und wegen drohender strafrechtlicher Verfolgung für einige Zeit nach Europa geflohen. McKee kandidierte bei der folgenden Spezialwahl im November 1932 als Write-in-Kandidat, unterlag jedoch John P. O’Brien, der dann den Rest von Walkers unvollständiger Amtszeit ausfüllte. McKees Interimsamtszeit endete am 31. Dezember 1932.
Im November 1933 kandidierte McKee erneut für das Amt des Bürgermeisters. Er trat für die Recovery Party an, doch weder er noch der demokratische Kandidat O’Brien konnten sich gegen Fiorello LaGuardia, den Kandidaten der Republican-City Fusion Party durchsetzen.
McKee war in den Jahren 1932, 1936, 1940 und 1944 für den Bundesstaat New York Delegierter bei der Democratic National Convention. Er starb 1956 im Alter von 66 Jahren an einem Herzanfall und wurde auf dem Gate of Heaven Cemetery bestattet, auf dem sowohl sein direkter Amtsvorgänger Walker als auch sein unmittelbarer Nachfolger O’Brien ihre letzte Ruhe gefunden haben.